# Frédérique Constant
Pour les articles homonymes, voir Constant.

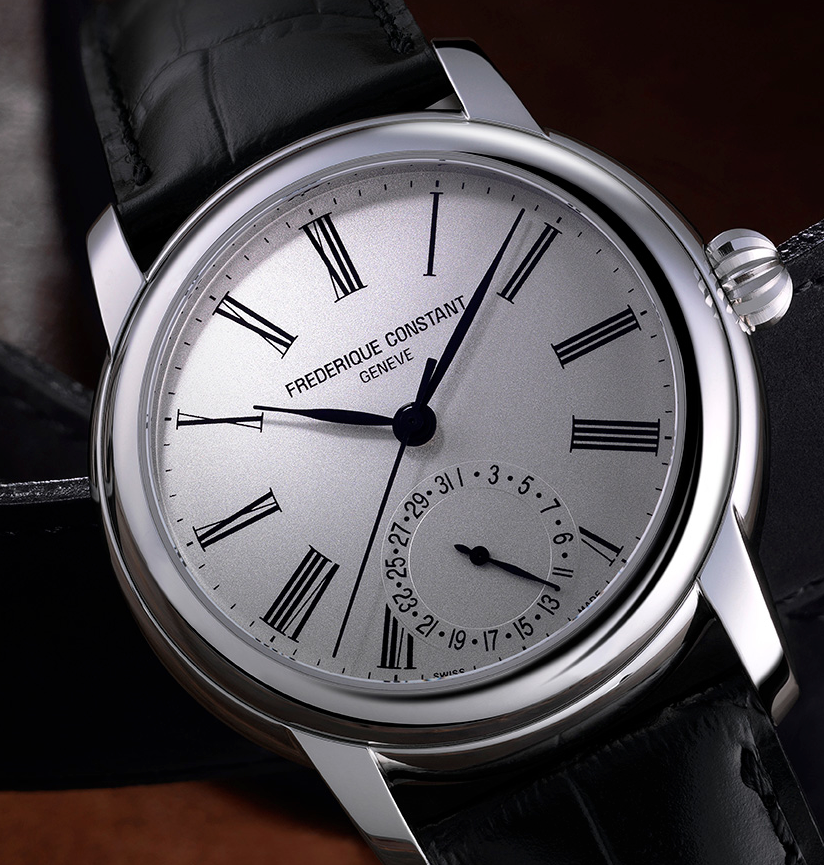
Montre Frédérique Constant

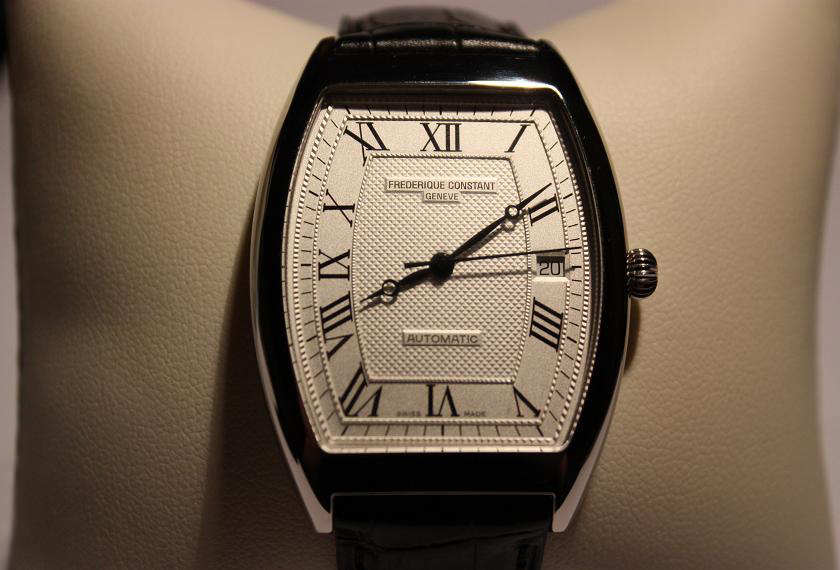
Frédérique Constant Persuasion.

Frédérique Constant est une manufacture horlogère suisse de luxe, filiale de Citizen, dont le siège est situé à Plan-les-Ouates, dans le canton de Genève. L'entreprise fut fondée en 1988 par deux passionnés, Aletta Bax et Peter Stas.

## Historique
Aletta Bax et Peter Stas lancent leur première collection en 1992, composée de six modèles équipés de mouvements suisses et assemblés par un horloger genevois.
En 1994, la Maison conçoit sa première montre « Heart Beat » dont l'objectif est de mettre en avant la nature mécanique de ces montres grâce à une fenêtre aménagée au niveau de la roue du balancier. Focalisée sur son développement, l’entreprise ne pense pas à protéger l’idée de la Heart Beat. Le concept connait un succès immédiat et des copies apparaissent dès l’année suivante.
Afin de continuer à se différencier de ses concurrents, Frédérique Constant décide de se lancer dans des développements techniques autour du Heart Beat, donnant naissance à d'autres montres : Heart Beat Jour Date, Heart Beat Rétrograde et depuis 2004 les Heart Beat Manufacture dont les mouvements sont entièrement conçus et réalisés par Frédérique Constant. La Manufacture voit alors le jour. Depuis lors, Frédérique Constant n’a de cesse d’innover, développant toujours de nouveaux calibres au point de détenir cinq brevets dans ce domaine.
La HeartBeat Manufacture de Frédérique Constant est d’ailleurs élue « Montre de l'Année » dans la catégorie des montres de plus de 3 000 € par le magazine Horloges en 2005.
En 2008, Frédérique Constant crée la surprise à Bâle en présentant son tout premier calibre Tourbillon Manufacture. Entièrement développé en interne, le mouvement présente plusieurs caractéristiques uniques, notamment la roue d’échappement en silicium. La légèreté de cette roue et la réduction des frottements permettent un rendement énergétique nettement supérieur. 
Frédérique Constant participe également à des œuvres caritatives. Ainsi pour l’ensemble des collections Ladies Heart Beat, des dons sont reversés à des associations, notamment liées au cœur et aux enfants. Frédérique Constant signe en 2008 un chèque d’une valeur de 50 000 dollars en faveur de l’International Children’s Heart Foundation, un organisme qui met des compétences, des technologies et des connaissances au service de pays en développement pour diagnostiquer et soigner les enfants atteints de cardiopathies congénitales.
En 2009, la Maison soutient la fondation Paint a Smile afin de financer la décoration du service de cardiologie pédiatrique de Pékin. En 2010, un chèque de 50 000 dollars est remis à l’American Heart Association pour ses efforts de prévention contre les maladies et les accidents cardiaques. En 2011, ce sont 75 000 dollars qui ont été reversés à International Children’s Heart Foundation.
La marque est représentée en Asie par l’actrice taïwanaise Shu Qi. Dans le reste du monde, l’égérie publicitaire est le top model indien Nicole Faria, Miss Terre 2010.
En 2011, Frédérique Constant a produit plus de 120 000 montres vendues[réf. nécessaire] dans les 2 700 points de vente proposant la marque dans plus de 100 pays.
En 2016, le groupe japonais d'horlogerie haut de gamme Citizen rachète la marque.

## Manufacture
La Manufacture Frédérique Constant, inaugurée en 2006 à Plan-les-Ouates, occupe une surface de 3 200 m2, répartis sur quatre étages. Elle rassemble les secteurs de la production de composants de mouvement, d'assemblage de calibre, d'assemblage des montres, sans oublier le contrôle qualité. 
Les machines numériques sont regroupées dans un atelier situé au sous-sol où se déroulent toutes les opérations relatives à la fabrication des composants. Les ateliers d’assemblage des calibres et des montres, ainsi que les équipements de contrôle qualité, sont rassemblés au premier étage du bâtiment. Frédérique Constant gère ainsi tous les stades de la réalisation d’une montre, du design initial à l’assemblage final.